# 四大聖地

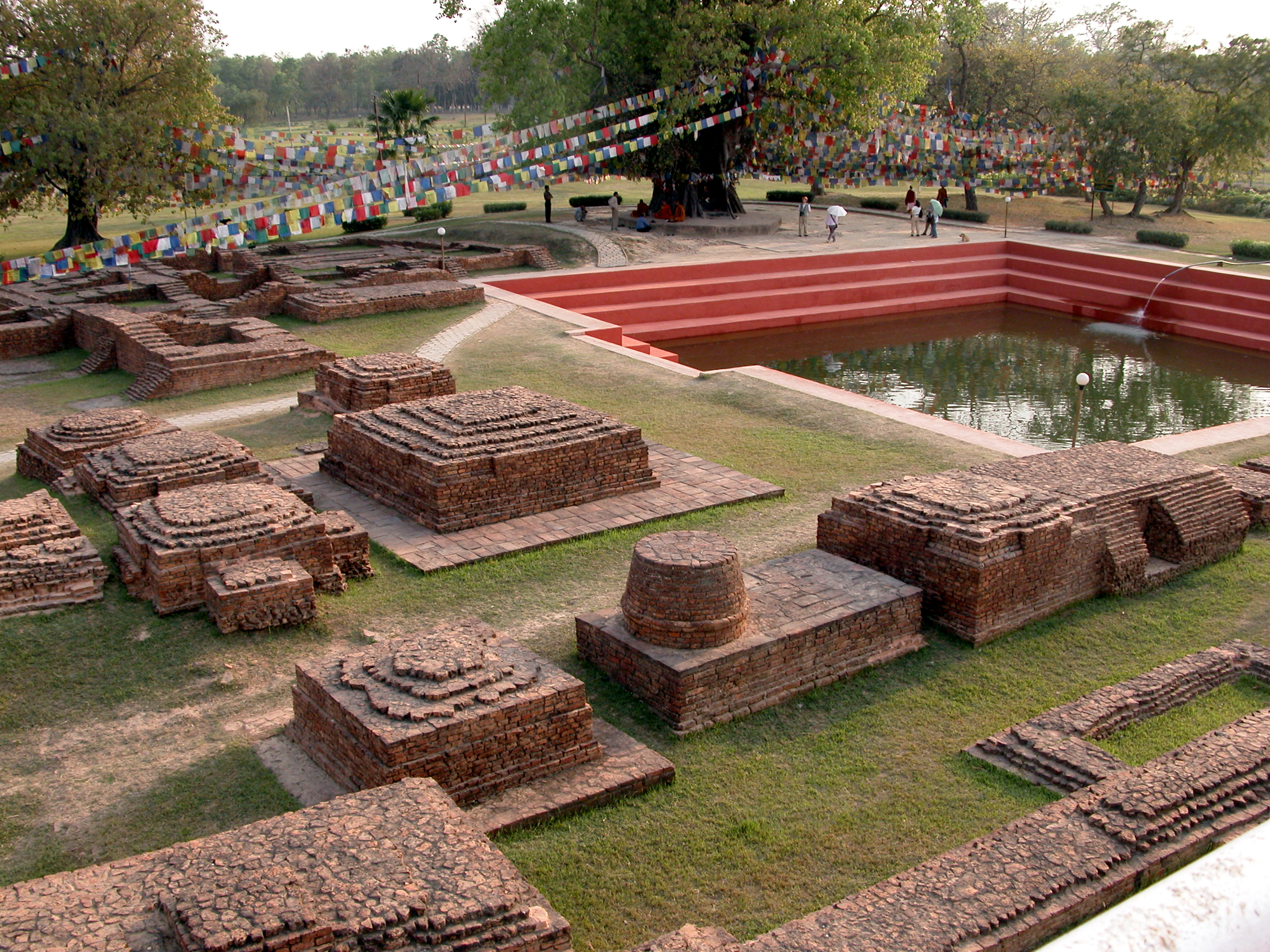
ルンビニー（ネパール）

仏教四大聖地（ぶっきょうよんだいせいち）は、仏教における4つの聖地のこと。
ゴータマ・ブッダの生涯の重要な事跡に関わる。涅槃経によれば入滅（死）の直前に自ら指定したという。
- ルンビニー - 生誕所。
- ブッダガヤ - 成道（悟り）所。
- サールナート - 初転法輪（初説法）所。
- クシーナガラ - 涅槃（入滅）所。

## 抜粋
アーナンダよ、忠実な人々の感情を喚起させる4つの場所がある。そこはどこか。

「ここで如来が生まれた」。これがひとつ。

「ここで如来は最高の悟りを得た」。これがふたつ。

「ここで如来は法を説いた」。これがみっつ。

「ここで如来は涅槃に入った」。これがよっつ。
—パーリ仏典, 大般涅槃経 DN16 5.8., Sri Lanka Tripitaka Project